# 20–40 Gordon Street

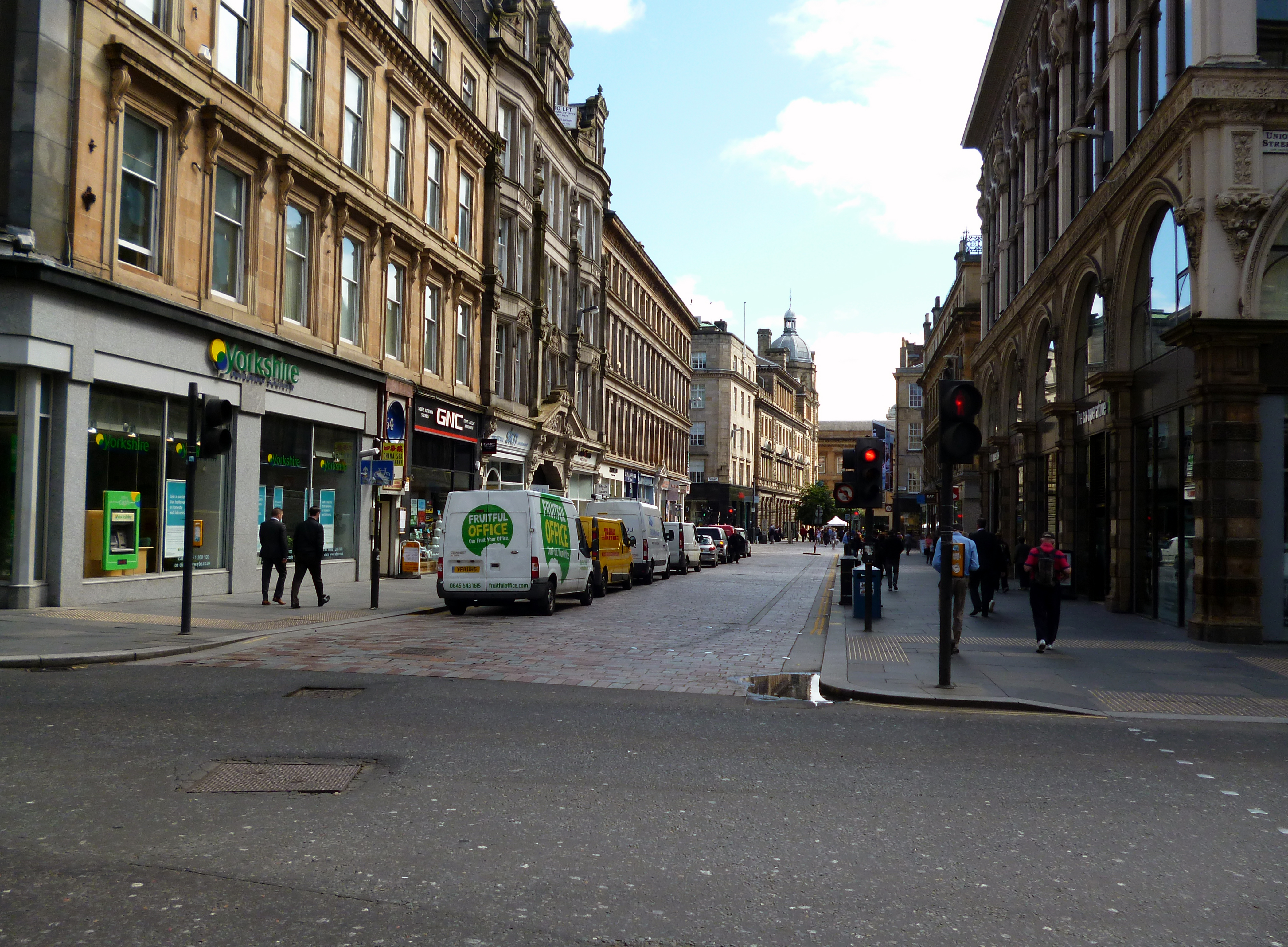
20–40 Gordon Street ist der dritte Gebäudekomplex auf der linken Straßenseite

Unter der Adresse 20–40 Gordon Street in der schottischen Stadt Glasgow befindet sich ein Geschäftsgebäude. 1970 wurde das Bauwerk in die schottischen Denkmallisten zunächst in der Kategorie B aufgenommen. Die Hochstufung in die höchste Denkmalkategorie A erfolgte 1988.

## Beschreibung
Das Gebäude steht an der Kreuzung der Gordon Street mit der West Nile Street nahe dem Bahnhof Glasgow Central im Zentrum Glasgows. Es wurde zwischen 1873 und 1876 nach einem Entwurf der schottischen Architekten Peddie & Kinnear erbaut. 1875 wurde das Gebäude in einer architektonischen Fachpublikationen thematisiert. 1904 wurden Peddie & Washington Browne mit Änderungen im Bereich des Erdgeschosses betraut.
Das klassizistisch ausgestaltete Gebäude ist vierstöckig. Die südexponierte Frontfassade mit den Ladengeschäften im Erdgeschoss ist 16 Achsen weit. Sie ist mit poliertem Quaderstein verkleidet. Das zentrale Hauptportal schließt mit einem Dreiecksgiebel mit Akroterion. Das Gurtgesims oberhalb der Fensterelemente zeigt noch Reste der ursprünglichen Ladenfront. Zwei weitere Gurtgesimse gliedern die Fassade horizontal. Der vertikalen Gliederung dienen Pilaster zwischen den Fenstern sowie an den Gebäudekanten. Im obersten Geschoss sind die Fenster zu Zwillingsfenstern mit steinernen Fensterpfosten gekuppelt. Das abschließende Kranzgesims ist gekehlt. Die analog gestaltete Fassade entlang der West Nile Street ist sechs Achsen weit.